# Філіп Шафф
Філіп Шафф (1 січня 1819 — 20 жовтня 1893) — протестантський богослов і церковний історик, який здобув освіту в Швейцарії та провів більшу частину свого дорослого життя, живучи та викладаючи в Сполучених Штатах.

## Біографія
Шафф народився в місті Кур, Швейцарія, і здобув освіту в гімназії Штутгарта. В університетах Тюбінгена, Галле і Берліна на нього послідовно впливали Фердинанд Крістіан Баур і Шмід, Фрідріх Август Толюк і Юліус Мюллер, Давид Штраус і, перш за все, Йоганн Август Вільгельм Неандер. У 1841 році в Берліні він здобув ступінь бакалавра богослов'я та склав іспити на професорське звання. Потім він подорожував Італією та Сицилією як наставник барона Кришера. У 1842 році він був приватдоцентом у Берлінському університеті, де читав лекції з екзегези та церковної історії. У 1843 році його покликали стати професором історії церкви та біблійної літератури в німецькій реформатській духовній семінарії міста Мерсерсбург, Пенсильванія, — тодішній єдиній семінарії цієї церкви в Америці.
Під час подорожі Шафф залишився в Англії і познайомився з Едвардом Пюзі та іншими трактантами. Його інавгураційне звернення до «Принципу протестантизму», виголошене німецькою мовою в Редінгі, Пенсільванія, в 1844 році та опубліковане німецькою мовою з англійським перекладом Джоном Вільямсоном Невіном було першопрохідцем на англійській мові в галузі символіки (тобто авторитетної церковної формулювання релігійних доктрин у віросповіданнях або конфесіях). Це адресування та «Мерсерсбурзьке богослов'я», яке він викладав видалося занадто про-католицьким для деяких, і він був звинувачений в єресі. На синоді в Йорку в 1845 році він був одностайно виправданий.
Широкі погляди Шаффа сильно вплинули на Німецьку реформатську церкву, через його викладання в Мерсерсбурзі, через його чемпіонат з англійської мови в німецьких реформатських церквах і школах в Америці, через його збірник гімнів (1859), через його роботу на посаді голови комітету, який підготував нову літургію, та його редакцію (1863) Гейдельберзького катехизису. Настільки, що коли Німецька реформатська церква, бажаючи розпочати випуск більшої кількості та краще опублікованих матеріалів для сповідання, опублікувала роботу Самуеля Міллера під назвою «Трактат про Мерсерсбурзьке богослов'я: Мерсерсбург та сучасне богослов'я у порівнянні» 1866 року, що визнала значний вплив Шаффа на богослів'я церкви. «Історія апостольської церкви» Шаффа (німецькою мовою, 1851; англійською мовою, 1853) та його Історія християнської церкви у 7 томах (1858—1890) відкрили новий період в американських дослідженнях церковної історії.
У 1854 році Шафф відвідав Європу, представляючи американські німецькі церкви на церковному соборі у Франкфурті-на-Майні та на швейцарській пастирській конференції в Базелі. Він читав лекції у Німеччині про Америку і отримав ступінь доктора богослов'я в Берліні.
Внаслідок руйнувань громадянської війни в Америці духовна семінарія в Мерсерсбурзі на деякий час була закрита, і тому в 1863 році Шафф став секретарем Суботнього комітету (що виступав проти «континентальної неділі»)  у Нью-Йорку, і обіймав там посаду до 1870 року. У 1865 році він заснував першу німецьку недільну школу в Штутгарті. У 1862—1867 роках він читав лекції з церковної історії в Андоверській богословській семінарії.
Шафф був членом Лейпцигського історичного товариства, Нідерландського історичного товариства та інших історичних та літературних товариств Європи та Америки. Він був одним з засновників і почесним секретарем американського відділення Євангельського альянсу, і його відправляли до Європи в 1869, 1872 і 1873 роках для організації генеральної конференції Альянсу, яка після двох відстрочок через франко-прусську війну, відбулася в Нью-Йорку в жовтні 1873 року. У 1871 році Шафф також був одним з делегатів Альянсу до російського імператора Олександра ІІ просити його про релігійну свободу своїх підданих у балтійських губерніях, де мешкали вірні протестанських сповідань (фіни, естонці, латвійці, балтійські німці, ліви, іжорці).
Шафф став професором Юніонської теологічної семінарії в Нью-Йорку в 1870 році, бувши головою богословської енциклопедії та християнської символіки до 1873 року, івриту та споріднених мов до 1874 року, священної літератури до 1887 року і, нарешті, історії церкви, до своєї смерті. Він також працював президентом комітету, що перекладав Американську стандартну версію Біблії, хоча помер ще до того, як вона була опублікована в 1901 році.
«Історія християнської церкви» Шафа нагадувала працю Неандера, хоч і менш біографічну, і була скоріше живописною, ніж філософською. Він також писав біографії, катехизиси та пісні для дітей, посібники з релігійних віршів, лекції та нариси про Данте тощо. Він переклав книгу Йогана Якоба Герцога «Real-Encyklopädie für protestantische Theologie und Kirche» («Енциклопедія в реальних умовах протестантської теології та церкви») англійською мовою.
Працюючи з Євангельським альянсом та Чиказьким Всесвітнім парламентом релігій (1893 рік), та в Німеччині, через щомісячник «Кірхенфройнд», Шафф наполегливо прагнув сприяти християнському єднанню та союзу. Він сподівався, що Папа Римський (тоді Лев XIII) відмовиться від вчення про безпомилковість і здійснить возз'єднання християнства. Він визнав, що є «посередником між німецьким та англо-американським богослов'ям та Християнством».
Він помер 20 жовтня 1893 року і був похований на кладовищі Вудлаун в Бронксі, штат Нью-Йорк.

## Девід Шафф
Його син, Девід Шлей Шафф, був пресвітеріанським служителем і професором церковної історії. Девід написав біографію свого батька в 1897 році.

## Твори
- The Principle of Protestantism (1845)
- What is Church History? (1846)
- History of the Apostolic Church (in German, 1851; in English, 1853) 1874 English ed.
- The Life and Labors of St. Augustine (1854)
- History of the Christian Church (8 vols.) (1858—1890)
- Slavery and the Bible (1861)
- The Creeds of Christendom, with a History and Critical Notes (3 vols., 1877), vol. I, vol. II, vol. III
- Through Bible Lands: Notes of Travel in Egypt, the Desert and Palestine (New York: American Tract Society, 1878)
- A Library of Religious Poetry. A collection of The Best Religious Poems of all Ages and Tongues (with Arthur Gilman[en]) (London: 1881)
- The New Schaff-Herzog Encyclopedia of Religious Knowledge. Schaff edited the European Herzog encyclopedia for an American audience; this is a revision of that work. vol. IX
- Philip Schaff's Letter book, private correspondence from June 2, 1868 to August 26, 1881.
- Early Church Fathers, a 38-volume translation in 3 parts, covering the Apostolic Fathers through Afphrahat.

Російські переклади;
- История христианской церкви (8 т.) / 978-5-7454-1004-8 / Библия для всех
- Иисус Христос — величайшее чудо истории. Опровержение ложных теорий о личности Иисуса Христа и собрание свидетельств о высоком достоинстве характера, жизни и дел его со стороны неверующих / 978-5-91362-448-2 / Сибирская Благозвонница / 240 стр.

## Дивитися також
- Нікейські та післянікейські отці
- Енциклопедія релігійних знань Шаффа — Герцога